# Emma Cadenas
Emmanuelle Cadenas Mujica (née à Lima le 15 novembre 1966), plus connue sous le nom de Emma Cadenas, est une journaliste, poétesse et une auteur-compositeur-interprète péruvienne.

## Biographie
Emmanuelle Cadenas Mujica naît à Lima en 1966. Depuis qu'elle est petite, elle a conscience d'être une fille, cependant elle ne fera pas sa transition de genre avant l'âge adulte,.
Elle étudie la théologie à la Faculté pontificale et civile de théologie de Lima et au séminaire évangélique de Lima. Elle a également étudié à la faculté d'éducation et la faculté pontificale et cibile de théologie de l'Université Nationale Federico Villareal, et a une Master d'écriture créative de l'Université Internationale de la Rioja en Espagne.
Ses débuts dans le monde de la musique se passent dans le cercle familial ; à 4 ans, elle chante aux fêtes familiales. À 14 ans, elle écrit ses premiers poèmes et commence à se peofessionaliser dans la musique, notamment en participant comme choriste et soliste dans les églises évangéliques. À 19 ans, elle est chanteuse du groupe de rock Flagelo. Après cela, elle fait partie du groupe de new wave Contrabando, qui sort en 1990 l'album Ritmos oscuros, sous le label Iempsa,.
En parallèle, elle développe une carrière littéraire, et fonde le groupement Estigma, qui fusionne ensuite avec le collectif Noble Katerva, qui est une référence en matière lyrique à Lima dans les années 1990.
En 1993, elle interrompt sa carrière de chanteuse en solo, et revient à la musique chrétienne ; elle anime des évènements chrétiens musicaux pendant 10 ans, en jouant dans différents styles musicaux comme le rock chrétien, le jazz latin, le R&B, le gospel, la salsa, et d'autres. En 2003 elle abandonne temporairement sa carrière musicale, et se focalise sur la composition de poèmes, et la publication en 2007 de son roman Palo de bestias.
En 2009 elle est créatrice et directrice de la Semaine dy Chilcano, un évènement annuel dédié à la dégustation de chilcano, un cocktail à base de pisco péruvien,.
Afin de comprendre sa propre identité de genre, elle fait des études de genre et de sexualité. Sa formation de journaliste ainsi que cette nouvelle compréhension mènent à la création d'une série de vidéos pour les réseaux sociaux qu'elle appelle Sin maquillaje ("Sans maquillage"). Elle reprend la musique pendant la  pandémie de COVID-19 en 2020, et elle rend alors publique sa transition de genre, entamée en 2019,,. Elle réalise des concerts en virtuel à travers ses réseaux sociaux. Après la fin du confinement, elle recommence les concerts en public en 2022, avec un concert public pour la commémoration de la Journée internationale des droits des femmes. Elle publie également son premier album en solo, Grito de Valkyria ("cris de walkyrie"), qui comprend 14 compositions dans des genres divers, comme le soft rock, la bossa nova, et les rythmes afro-péruviens,.
En 2023 elle publie l'essai Jesús LGTBIQ+: Teología del género para una fe sexualmente diversa ("Jésus LGBTIQ+ : théologie du genre pour une foi avec la diversité des genres"). L'année suivante, en 2024, elle publie un recueil de poème Muñeca rota.

## Publications
- Palo de bestias (roman, 2007)
- Gran Chilcano (2018)
- Jesús LGTBIQ+: Teología del género para una fe sexualmente diversa (essai, 2023)
- Muñeca rota (collection de poèmes, 2024)

## Discographie

### Albums
- Ritmos oscuros (avec Contrabando, 1990)

#### En solo
- Grito de Valkyria (2023)